# Mohammad Shariatmadari
Mohammad Shariatmadari (in persiano محمد شریعتمداری‎) (Tehran, 24 luglio 1960) è un politico iraniano, attuale Ministro dell'industria, delle miniere e del commercio.

## Visioni politiche
Shariatmadari è un riformista, considerato una figura moderata all'interno del campo progressista (a differenza dei riformisti radicali); egli condivide alcune opinioni con i conservatori.